# ドバイ・ワールド
ドバイ・ワールド（Dubai World）はアラブ首長国連邦の政府系持ち株会社である。

## 概要
2006年7月に持ち株会社として設立。現在世界12カ国30都市に営業所を置く。

## 主な関連会社
- ドバイ・ポート・ワールド（ドバイ・ポーツ・ワールド、DPワールド） - 世界最大級の港湾管理会社、ドバイ世界選手権スポンサー
- ナキール
- ドバイ・マリタイム・シティ
- イスティスマール
- アトランティス・ザ・パーム
- レジャーコープ